# Pascal Gabriel
Pascal Gabriel es un músico belga basado en Londres y Francia.

## Biografía
Su carrera musical empezó en 1977 en la banda punk rock The Razors tocando el bajo y haciendo coros. Dejó Bélgica para ir a Londres en el final de la década de 1970 y trabajó como ingeniero de sonido en varios estudios, ganando una reputación como innovador haciendo remixes para artistas como Marc Almond (Soft Cell) y Yello.
De 1981 a 1982 Gabriel se asoció a John Lipnicki para el proyecto Music for All. 
Hacia fines de la década de 1980, Gabriel fue el productor y coescritor para S'Express -con el que obtuvo el número uno del UK Chart con "Theme from S'Express"  y Bomb the Bass que fue número 2 con "Beat Dis".
Más tarde siguió mezclando, produciendo y escribiendo con una variedad de artistas, incluyendo Claudia Brücken (anteriormente de Propaganda), Erasure, y Debbie Harry de Blondie.
También colaboró, ya en la década de 1990, con EMF, Inspiral Alfombras, Kitchens of Distinction y Falco.
De 1996 a 1998 escribió, produjo y tocó para la banda Peach Union -también conocida como Peach. Su canción "On My Own" apareció en la película Sliding Doors.
Desde entonces hasta 2006, Gabriel colaboró con Dido (con quien escribió varias canciones: "I'm No Angel" y "Here with Me" de su multiventas álbum de debut No Angel), Kylie Minogue (incluyendo "Your Love" para su Fever de álbum), Dot Allison, Natalie Imbruglia, Rachel Stevens, Sophie Ellis-Bextor, Skye Edwards (Morcheeba), Bebel Gilberto y muchos otros.
Desde entonces, ha coescrito y producido a Miss Kittin y cinco pistas del álbum debut de Ladyhawke. Él también coescribió "Tune Into My Heart" de la banda Hands.
Llevó a cabo producción adicional del quinto álbum de Goldfrapp, "Head First", y coescribió y produjo tres pistas del álbum "The Family Jewels" de Marina and the Diamonds, y la canción "Can't Beat the Feeling" de Kylie Minogue -que fue número 1 en el UK Chart- del álbum Aphrodite. En 2010, él coprodujo Non-Stop segundo álbum solista del Andy Bell.
En 2011, coescribió cinco pistas para el álbum "Echoes" de Will Young, número 1 de Reino Unido. En 2012, coescribió y coprodujo Anxiety de Ladyhawke.

## Créditos de producción
- S'Express - Coescribió y producijo el primer sencillo "Theme from S'Express".
- Dido - Coescribió "Here With Me" y "I'm No Angel" de No Angel (1999).[3]
- Kylie Minogue - Coescribió "Your Love" y "Tightrope" de Fever (2001).
- Bebel Gilberto - Coescribió y produjo Ceu Distance de Bebel Gilberto álbum (2004).
- Rachel Stevens - Coescribió "So Good" y "I Will Be There" de "Come And Get It" (2005).
- Freeform Five - Coescribió "No Más Conversations" (2005).
- Señorita Kittin - Coescribió y coprodujo Miss Kittin's BatBox álbum (2008).
- Dot Allison - Coescribió "Cry" del álbum "Room 7½" (2009).
- Marina y los Diamantes - coescribió y produjo "Shampain", "Girls" y "Rootless" del álbum The Family Jewels (2010).
- Goldfrapp - Producción adicional en "Rocket", "Believer", "Dreaming", "Head First" y "I Wanna Life" de su álbum Head First (2010).
- Kylie Minogue - Coescribió y coprodujo "Can't Beat the Feeling" del álbum de 2010 Aphrodite.
- Andy Bell  Coescribió y coprodujo su segundo álbum solista Non-Stop (2010).
- Example - Coescribió y produjo "All Over Again".
- Will Young - Coescribió "Losing Myself" and "Happy Now" del álbum Echoes (2011).
- Ladyhawke - Coescribió y produjo varias canciones para el álbum Ladyhawke (2008). También coescribió, produjo y mezcló todas las canciones Anxiety (2012).[2]
- Little Boots - Coescribió "Tune into my Heart" de su álbum Hands (2009).
- Peter Murphy - Produjo Cascade (1995).